# Tridentella laevicephalax
Tridentella laevicephalax là một loài chân đều trong họ Tridentellidae. Loài này được Menzies miêu tả khoa học năm 1962.